# AJAX
AJAX, Ajax (ˈeɪdʒæks, от англ. Asynchronous Javascript and XML — «асинхронный JavaScript и XML») — подход к построению интерактивных пользовательских интерфейсов веб-приложений, заключающийся в «фоновом» обмене данными браузера с веб-сервером. В результате при обновлении данных веб-страница не перезагружается полностью, и веб-приложения становятся быстрее и удобнее. По-русски иногда произносится транслитом как «аякс». У  аббревиатуры AJAX нет устоявшегося аналога на кириллице.

## История
Впервые термин AJAX был публично использован 18 февраля 2005 года Джесси Джеймсом Гарреттом в своей статье «Новый подход к веб-приложениям» — так он назвал новый набор технологий, предлагавшийся им клиенту.
Однако в той или иной форме многие технологии были доступны и использовались гораздо раньше, например в подходе «Remote Scripting», предложенном компанией Microsoft в 1998 году, или с использованием HTML-элемента IFRAME, появившегося в Internet Explorer 3 в 1996 году.

## Технология
AJAX — не самостоятельная технология, а концепция использования нескольких смежных технологий. AJAX базируется на двух основных принципах:
- использование технологии динамического обращения к серверу «на лету», без перезагрузки всей страницы полностью, например с использованием XMLHttpRequest (основной объект);
  - через динамическое создание дочерних фреймов[2];
  - через динамическое создание тега <script>[3];
  - через динамическое создание тега <img>, как это реализовано в Google Analytics.
- использование DHTML для динамического изменения содержания страницы;

Действия с интерфейсом преобразуются в операции с элементами DOM (англ. Document Object Model), с помощью которых обрабатываются данные, доступные пользователю, в результате чего представление их изменяется. Здесь же производится обработка перемещений и щелчков мышью, а также нажатий клавиш. Каскадные таблицы стилей, или CSS (англ. Cascading Style Sheets), обеспечивают согласованный внешний вид элементов приложения и упрощают обращение к DOM-объектам. Объект XMLHttpRequest (или подобные механизмы) используется для асинхронного взаимодействия с сервером, обработки запросов пользователя и загрузки в процессе работы необходимых данных.
Три из этих четырёх технологий — CSS, DOM и JavaScript — составляют DHTML (англ. Dynamic HTML). По мнению некоторых авторов, средства DHTML, появившиеся в 1997 году, подавали большие надежды, но так и не оправдали их.
В качестве формата передачи данных могут использоваться фрагменты простого текста, HTML-кода, JSON или XML.

## Сравнение стандартного подхода и AJAX
В классической модели веб-приложения:
1. Пользователь нажимает ссылочный элемент веб-страницы;
2. Опционально: связанный с элементом скрипт (на языке JavaScript) определяет информацию для обновления страницы;
3. Браузер формирует и отправляет обычный запрос серверу;
4. В ответ сервер генерирует новую веб-страницу и отправляет её браузеру;
5. Браузер переходит на новую веб-страницу.

При использовании AJAX:
1. Пользователь нажимает ссылочный элемент веб-страницы;
2. Связанный с элементом скрипт (с XMLHttpRequest- или DHTML-инструкциями) определяет информацию для модификации страницы;
3. Браузер формирует и отправляет небольшой запрос серверу;
4. В ответ сервер генерирует модифицированный элемент страницы и отправляет его браузеру;
5. Скрипт модифицирует страницу без полной перезагрузки.

## Преимущества
Экономия трафика, уменьшение нагрузки на серверПри правильной реализации AJAX позволяет снизить нагрузку на сервер в несколько раз. В частности, все страницы сайта чаще всего генерируются по одному шаблону, включая неизменные элементы («шапка», «навигационная панель», «подвал» и т. д.), для генерации которых требуются обращения к разным файлам, время на обработку скриптов (а иногда и запросы к БД) — всё это можно опустить, если заменить полную загрузку страницы генерацией и передачей лишь содержательной части.
Ускорение реакции интерфейсаПоскольку загрузка изменившейся части значительно быстрее, то пользователь видит результат своих действий быстрее и без мерцания страницы (возникающего при полной перезагрузке).
Возможности для интерактивной обработкиНапример, при вводе поискового запроса в Google выводится подсказка с возможными вариантами запроса. На многих сайтах при регистрации пользователь вводит имя и сразу же видит, доступно это имя или нет. AJAX удобен для программирования чатов, административных панелей и других инструментов, которые выводят меняющиеся со временем данные.
Мультимедиа не останавливаетсяСтраница не перезагружается, плеер продолжает работать. Потому AJAX ценен на аудио- и видеохостингах. Так, YouTube на 2021 г. позволяет играть видео в режиме «картинка в картинке».

## Недостатки
Отсутствие интеграции со стандартными инструментами браузераURL не меняется, потому не работает кнопка «Назад», невозможно сохранить закладку. Проблему можно успешно решить с помощью History.pushState.
Динамически загружаемое содержимое недоступно некоторым поисковикамХотя крупные поисковые системы (Яндекс, Google) заявляют о поддержке индексации страниц с динамическим содержимым, менее развитые индексаторы могут не поддерживать выполнение JavaScript, поэтому разработчик должен позаботиться о добавлении микроразметки и статических версий страницы.
Старые методы учёта статистики сайтов становятся неактуальнымиМногие сервисы статистики ведут учёт просмотров новых страниц сайта. Для сайтов, страницы которых широко используют AJAX, такая статистика теряет актуальность.
Усложнение проектаПерераспределяется логика обработки данных — происходит выделение и частичный перенос на сторону клиента процессов первичного форматирования данных. Это усложняет контроль целостности форматов и типов. Конечный эффект технологии может быть нивелирован необоснованным ростом затрат на кодирование и управление проектом, а также риском снижения доступности сервиса для конечных пользователей.
Требуется включённый JavaScript в браузереОн может быть выключен из соображений безопасности. Кроме того, AJAX-страницы труднодоступны неполнофункциональным браузерам, некоторым роботам и веб-архивам.
Проблемы с отображением нестандартных кодировок в некоторых сценариях ajax-скриптовПроблемам AJAX и кириллицы посвящено множество  обсуждений в Интернете.
Низкая скорость при грубом программированииНесмотря на то, что AJAX изначально предназначен именно для повышения скорости, он может сыграть злую шутку: когда AJAX-запросов на одной странице много и, например, по каждому щелчку подгружается список, AJAX-страница становится даже медленнее традиционной.
Плохое поведение на ненадёжных соединенияхЕсли связь часто теряется (из-за потери несущей или перегрузки канала), обычную страницу можно как минимум перезагрузить. AJAX-страницу (например, с «бесконечной» прокруткой) пользователю приходится перезагружать с самого начала и искать, где он остановился. Параллельная работа — особенность AJAX — здесь сказывается негативно, деля и без того узкий канал на множество маленьких соединений, и велика вероятность, что какое-то из них будет разорвано. Проблема частично решается API истории.
Риск фабрикации запросов другими сайтамиРезультат работы AJAX-запроса может являться JavaScript-кодом (в частности, JSON). XMLHttpRequest действует только в пределах одного домена, а тег <script> — нет. Если написать
```
 
<
script
 
type
=
"text/javascript"
 
src
=
"http://example.org/inbox.php"
></
script
>

```

то в HTML будет вставлена папка входящих сообщений того пользователя, который на этом компьютере авторизован на example.org. Для защиты используют POST-запрос. Но GET считается идемпотентным и потому кэшируется, POST — нет, поэтому Google вставляет в начало ответа бесконечный цикл: AJAX может делать с ответом что угодно, в том числе убрать цикл, а тэг <script> подключает скрипт как есть и зацикливается.

## Альтернативные технологии
В хронологическом порядке:
- Java-апплеты, позднее технология JavaFX;
- Технология Silverlight корпорации Microsoft;
- Протокол WebSocket.

### Adobe Flash
Стек технологий Flash (ранее — Macromedia Flash) в виде ActionScript 3, Adobe Flex и Flash Remoting составляет технологическую основу RIA (Rich Internet Applications), активно продвигаемых Macromedia (поглощённой компанией Adobe). Технология Flash подходит для самых разных применений — от компьютерных игр до сложных интерфейсов бизнес-приложений. В рамках данной технологии реализованы мощные средства поддержки графики, отсутствующие в базовых средствах Ajax (хотя всё возрастающее количество возможностей реализуется в рамках стандарта HTML5 и CSS3).